# Phillip Gwynne
Phillip Gwynne (geboren 1958 in Melbourne) ist ein australischer Schriftsteller.

## Leben
Gwynn wuchs in Südaustralien auf. Eine begonnene Profikarriere im Australian Football musste er aufgrund einer Verletzung beenden. Anschließend studierte er Meeresbiologie an der James Cook University. Nach dem Studienabschluss arbeitete er bei der Fischereibehörde des Nordterritoriums. Längere Auslandsaufenthalte führten ihn nach Thailand, wo er als Lehrer, sowie nach Belgien, wo er als Computer-Programmierer tätig war.
Nach seiner Rückkehr nach Australien belegte Gwynne ein Seminar bei der Kinder- und Jugendbuchautorin Libby Gleeson und begann in der Folge, selbst Bücher dieses Genres zu schreiben. Sein Erstlingswerk Deadly, Unna? von 1998 erhielt mehrere Preise und wurde unter dem Titel Australian Rules 2002 verfilmt. 2008 veröffentlichte Gwynne mit The Build Up erstmals einen  Kriminalroman.
Gwynne lebt mit seiner Familie in den Blue Mountains im australischen Bundesstaat New South Wales.

## Werke (Auswahl)

### Kinder- u. Jugendbücher
- (1998) Deadly, Unna? (Wir Goonyas, ihr Nungas)
- (2000) Nukkin Ya (Blacky, Lovely und der ganze Bullshit)
- (2004) Jetty Rats (Ein fetter Fang im langweiligsten Kaff der Welt)
- (2009) Swerve (Outback)
- (2013) The Debt - Catch the Zolt (Der Clan – Renn um dein Leben!)
- (2013) The Debt - Turn Off The Lights (Der Clan – Ausgeschaltet)

### Krimis
- (2008) The Build Up (Vor dem Regen)